# Ullmanniet

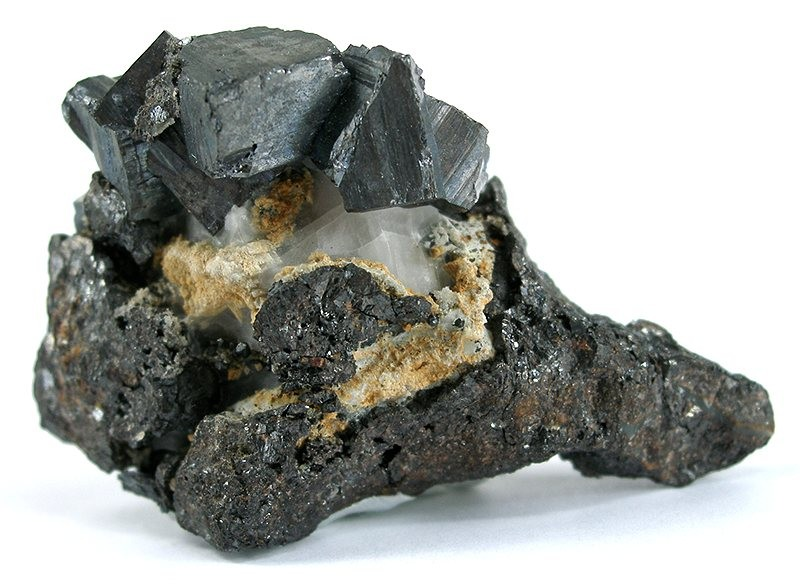
Ullmanniet

Het mineraal ullmanniet is een nikkel-antimoon-sulfide met de chemische formule NiSbS.

## Eigenschappen
Het opake staalgrijze of zilverwitte ullmanniet heeft een donkergrijze streepkleur, een metallische glans en een goede splijting volgens de kristalvlakken [100], [010] en [001]. De gemiddelde dichtheid is 6,65 en de hardheid is 5,5. Het kristalstelsel is isometrisch en het mineraal is niet radioactief.

## Naamgeving
Ullmanniet is genoemd naar de Duitse scheikundige en mineraloog J. Ch. Ullmann (1771 - 1821). 

## Voorkomen
Ullmanniet wordt vooral gevonden in nikkelhoudend gesteente, in combinatie met andere ertsen. Het mineraal vormt een reeks met willyamiet. De typelocatie is Freusburg, Siegen, Noordrijn-Westfalen, Duitsland.